# Chassagny
Chassagny ist eine Commune déléguée in der französischen Gemeinde Beauvallon mit 1.323 Einwohnern (Stand: 1. Januar 2022) im Département Rhône in der Region Auvergne-Rhône-Alpes.
Zum 1. Januar 2018 wurde Chassagny mit den Gemeinden Saint-Andéol-le-Château und Saint-Jean-de-Touslas zur Gemeinde (Commune nouvelle) Beauvallon vereinigt. Sie hat seither den Status einer Commune déléguée. Die Gemeinde Chassagny gehörte zum Arrondissement Lyon und zum Kanton Saint-Symphorien-d’Ozon.

## Lage
Nachbarorte von Chassagny sind Taluyers im Norden, Montagny im Osten, Givors im Süden, Saint-Andéol-le-Château im Südwesten, Mornant im Westen und Saint-Laurent-d’Agny im Nordwesten.

## Bevölkerungsentwicklung
| Jahr                      | 1962 | 1968 | 1975 | 1982 | 1990 | 1999  | 2013  |
| Einwohner                 | 243  | 315  | 365  | 414  | 749  | 1.064 | 1.276 |
| Quelle: Cassini und INSEE |      |      |      |      |      |       |       |

## Sehenswürdigkeiten
- Pfarrkirche Saint-Blaise, ab 12. Jahrhundert
- Schloss (Château de Chassagny), Monument historique

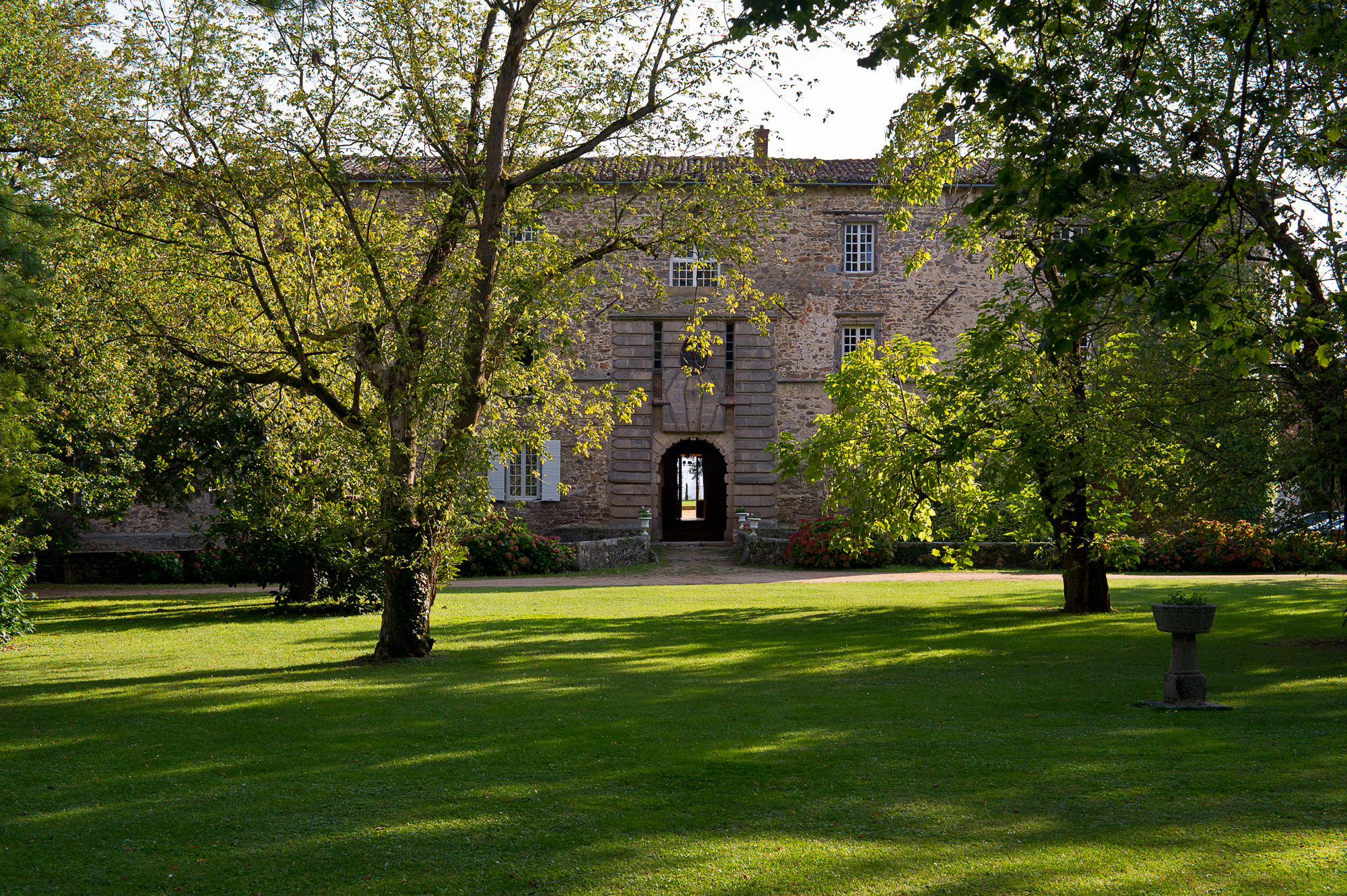
Château de Chassagny